# شهرستان کیزلیارسکی
شهرستان کیزلیارسکی (به لاتین: Kizlyarsky District) یک منطقهٔ مسکونی در روسیه است که در داغستان واقع شده‌است.